# 杨宽 (南北朝)
杨宽（498年—561年8月6日），字景仁，弘农郡华阴县（今陕西省华阴市）人，出自弘农杨氏越公房，北魏、西魏、北周官员。

## 生平
杨宽的祖父杨恩是北魏镇远将军、河间内史。父亲杨钧博学记忆力强，被举荐为秀才，出任大理平，又转任廷尉正，屡次升任洛阳县县令、左中郎将、华州大中正、河南尹、廷尉卿、安北将军、七兵尚书、北道大行台、恒州刺史、怀朔镇将，在怀朔镇去世，朝廷赠予侍中、司空公，又追封临贞县伯，谥号恭。
杨宽小時候有大志，每次和许多儿童一起交游来往，必定选择高大的东西坐着，看见的人都很惊奇。长大以后，杨宽很懂得写文章，特别崇尚武艺。虚龄十五岁时，杨宽以奉朝请为起家官，未能上任，恰逢父亲杨钧镇守恒州，杨宽请求跟随父亲为朝廷效力，于是杨宽改任讨寇将军、高阙戍主。正光元年（520年），柔然已经内乱，柔然首领阿那瑰前来投奔北魏，魏孝明帝派遣使者接纳阿那瑰，诏令杨钧率领军队护送阿那瑰回柔然。杨宽也同时跟随，以护送阿那瑰的功劳出任行台郎中。正光五年（524年），爆发六镇之乱，六镇的军民围攻怀朔镇城，杨钧去世，城中百姓推举杨宽率领大家守城抵抗。不久怀朔镇陷落，杨宽向北逃到柔然。后来朝廷派遣军队击败了叛军，杨宽护送父亲杨钧的棺木南返，并得以回到朝廷。
北魏广阳王元渊和杨宽向来十分亲近，元渊违法获罪，杨宽也被判逮捕。元子攸当时担任侍中，和杨宽有老交情，把杨宽藏在自己家中，杨宽后来遇到大赦得以免罪，出任宗正丞。北海王元颢年轻时和杨宽互相器重，当时元颢担任大行台北征葛荣，想启用杨宽担任行台左丞，与他谋划商议。杨宽推辞，认为还没有报答元子攸的厚恩，从道义上说，不应该见利而动，元颢没有同意。元颢的妹夫李神轨对元颢说：“杨宽是个义士，普通人尚且不能迫使他改变志向，何况义士呢。王现在如果强迫他这样做，恐怕他也不为人所用。”元颢才罢休。魏孝庄帝登基，杨宽出任通直散骑侍郎，兼领河南尹丞，代理洛阳县县令。
永安二年（529年），邢杲反叛，杨宽以都督的身份跟从太宰、上党王元天穆将邢杲讨伐平定，当即出任通直散骑常侍。北魏大军还没有回师，恰逢元颢从南梁攻入洛阳，魏孝庄帝出走居住在河内郡。元天穆害怕，想不出好的计策，就召集将军们商量此事。杨宽说：“吴人的行动不够沉着稳重，不是王的对手。况且孤军深入，将士疲惫，强弩之末，还有什么作为？希望径直攻取成皋，合兵伊洛，攻打带方，平定襄州，正在此时。这事情如同摧枯拉朽那么轻易，王对此还疑虑什么呢？”元天穆认为杨宽说得对，于是带领军队奔赴成皋，命令杨宽和尔朱兆殿后抗击敌军。不久因为大家的意见认为不可以去成皋，元天穆于是回师赶赴石济。杨宽晚上行军的时候迷了路，过了期限。将军们都说：“杨宽年轻时就和元颢来往，这次一定不来了。”元天穆回答说：“杨宽不是轻易离去的人，他逗留不来，必定有其他缘故。我当替各位负责向上申明情况。”话刚说完，放哨的骑兵报告杨宽来到。元天穆拍腿大笑说：“我本来就知道他必定来的。”元天穆马上出帐迎接杨宽，握着他的手说：“这是我所期望的。”元天穆当即赠给杨宽三十头牛、五辆车、丝织品十五车、羊五十只。杨宽和元天穆一起到皇帝行宫拜谒魏孝庄帝，魏孝庄帝任命杨宽出任散骑常侍、安东将军。杨宽仍担任都督，跟从平定河内郡，又进兵包围北中城。
当时南梁将军陈庆之替元颢控制军队守卫北门，元天穆在包围圈外停驻兵马，派遣杨宽到城下劝说陈庆之。杨宽先报上自己姓名，然后和陈庆之说话，详细陈述利害关係，劝他早日投降。陈庆之不回答。过了很久，陈庆之才说：“您的哥哥抚军将军杨俭在此，很想和您相见。”杨宽回答说:“我的哥哥既已力屈于北海王元颢的声威，身陷于叛逆的贼党，依据人臣的道义，何必与他相见。刚才我之所以先申报姓名，难道不知道哥哥在那里吗。只因守信就不被怀疑，忠心是美好的德行罢了。我们兄弟之间的事，请不必再说。只商定良策，以求您自身多福。”元天穆听说这事，对左右说:“杨宽真是个大奇人，何至于这样不顾惜有利的时机。”从此以后元天穆更加敬重杨宽。魏孝庄帝回到洛阳后，任命杨宽为中军将军、太府卿、华州大中正，封澄城县伯，食邑三百户。
永安三年（530年），尔朱荣被杀后，他的堂弟尔朱世隆等人聚集部下烧毁城门，出兵占据河桥，又回师进逼京城。朝廷提拔杨宽出任镇北将军、使持节、大都督，命令杨宽根据情况的变化进行抵御。尔朱世隆对杨宽说:“你难道忘了太宰元天穆和你来往的深厚感情吗？”杨宽回答说:“太宰按礼节爱护我，那是臣子之间的交往罢了。今天这事情，是奉事国君所应固守的节操。”尔朱世隆向北逃跑，杨宽一直追赶到河内郡。不久元世俊在河桥迎接尔朱兆，洛阳失陷，魏孝庄帝被囚禁起来。杨宽不能回洛阳，就从成皋投奔南梁。到了建业，听说魏孝庄帝遇害身亡，杨宽竭尽礼仪为魏孝庄帝举行哀悼仪式。梁武帝称赞杨宽符合道义，对待杨宽非常深厚。不久杨宽准备回朝，梁武帝在覆舟山设置宴席为杨宽送行，梁武帝亲自来到席间，握住杨宽的手，流泪向他道别。杨宽到了下邳，彭城王尔朱仲远启奏魏节闵帝恢复杨宽官爵，留为大行台吏部尚书。
魏孝武帝初年，杨宽改任散骑常侍、骠骑将军、给事黄门侍郎，主管内典书籍工作。当时前往夏州防守的军队几千人占据兖州反叛，丞相高欢派遣长史侯景等人各自率领部曲前往讨伐，各位将军都有很大名声，互不隶属，魏孝武帝诏令杨宽持节兼任侍中，出任大使，虎牢关以东可以便宜行事自己裁决，杨宽指挥各路军队在一个月内将叛军讨伐平定。中尉綦儁与杨宽有宿怨，用其他罪状诬陷杨宽，弹劾他。魏孝武帝对侍臣等人说:“杨宽清廉正直，我十分了解他是无罪的，只是不能杜绝执法官员的启奏罢了。”该案交给廷尉处理，不久杨宽得以申诉获释，又出任黄门侍郎，兼任武卫将军。魏孝武帝与高欢不和，于是招募骑兵勇士，大大增加宫中值宿的警卫，又任命杨宽为阁内大都督，专门统领保卫宫廷的军队。永熙三年（534年）六月，高欢向洛阳进军。秋七月己丑（534年8月3日），魏孝武帝亲自带领十万兵马屯驻在河桥，以斛斯椿为先锋，在邙山北面布阵。斛斯椿请求率领两千精锐骑兵渡过黄河，乘高欢军队疲劳困乏处于不利状态的时候发动突然袭击，魏孝武帝开始同意他的计划，但黄门侍郎杨宽劝告魏孝武帝说：“高欢以臣子的身份讨伐君王，还有什么做不出的！现在把兵马借给别人，恐怕会发生其它的变故。斛斯椿渡河之后，万一有功的话，那就成了消灭了一个高欢，又生出一个高欢。”魏孝武帝于是敕令斛斯椿停止行动，斛斯椿叹息说：“近来荧惑进入南斗，现在皇上相信他身边的人的离间陷害，不采用我的计谋，岂不是天意！”同年，杨宽跟随魏孝武帝西入关中，兼任吏部尚书，记录跟随皇帝的功勋进爵为华山郡公，食邑一千三百户，杨宽将原有爵位澄城县伯让封给二哥杨穆。大统初年，杨宽升任骠骑大将军、太子太傅、仪同三司、大都督。大统三年（537年），杨宽兼任领军将军出使柔然，迎接悼皇后。返回后杨宽加开府，代替太师贺拔胜镇守河东，又出任北华州刺史，改任都督泾州诸军事、泾州刺史，未能上任。大统五年（540年），杨宽出任骠骑大将军、开府仪同三司、都督东雍州诸军事、东雍州刺史，也就是他故乡本州刺史。大统十年（544年），杨宽转任河州诸军事、河州刺史，又兼任河鄯二州刺史。大统十六年（550年），杨宽兼任大丞相府司马，七月，宇文泰率领十六军东征，杨宽担任宇文泰大丞相府司马参与了东征。西魏军队到达潼关后，宇文泰命令左长史长孙俭和右长史郑道邕、司马杨宽、尚书苏亮、谘议刘孟良等人分别掌管各方面的事务。
朝廷商议想谋取汉川，而南梁宜丰侯萧循固守南郑。大统十七年（551年），杨宽出任行台，跟随大将军达奚武前去征讨。南梁武陵王萧纪派遣将领杨率领军队一万多人救援萧循，达奚武命令杨宽统领开府王杰、贺兰愿德等人半路截击敌军。魏军到达白马，与杨乾运交战，大败敌军，俘获和杀死敌军几千人。萧循拒守多时，后来请求投降。达奚武询问众人，是进军还是停战。开府贺兰愿德等人以军粮已经耗尽为理由，想急速攻取城池。赫连达说：“不动刀兵而获取城池，这是上策。不能允许掠人子女，贪得财帛。好战不止，是仁义之人所不做的。况且看起來对方的军队还很强大，城池尚且牢固，攻打他们即便获胜，必将两败俱伤。如果对方深处绝境还极力拼杀，那么胜败还不能预料。何况用兵的原则，以保全军队为上策。”达奚武说:“您说的对。”达奚武就命令将帅各抒己见，杨宽等人都赞同赫连达的建议，达奚武最终接受了萧循的投降。魏军班师后，杨宽出任南豳州诸军事、南豳州刺史，获赐姓越勤氏，越用汉语解释是胜利，勤用汉语解释是民众。魏废帝元年（551年），杨宽被征召出任尚书左仆射、将作大监，后来因犯罪被免职。魏恭帝二年（555年），杨宽又出任廷尉卿。周明帝初年，杨宽加使持节、大将军，增加食邑一千二百户。武成元年（559年）三月，吐谷浑进犯北周边境，杨宽隶属大司马博陵郡公贺兰祥，与大将军俟吕陵果、大将军宇文盛、大将军独孤浑贞、大将军宇文广、大将军库狄昌等人率军讨伐吐谷浑，将敌人击败，别封宜阳县开国公，食邑一千户。同年，杨宽出任御正上大夫。武成二年（560年），杨宽出任小冢宰，接受周明帝诏令与麟趾殿学士一起商讨校定经籍。
杨宽品性通达聪敏，有器量见识，多次担任几州的刺史，号称清廉节俭，历次在中央任职，有称职的赞誉。然而杨宽与柳庆不和，等到杨宽参与主持朝政，柳庆就被疏远猜忌，外调万州刺史。周明帝很快醒悟，将柳庆留下担任雍州别驾，兼任京兆尹。武成二年（560年），柳庆出任宜州刺史。柳庆自从担任郎官直到担任司会，官府仓库的物资储备都是他的职责范围，等到在宜州时，杨宽担任小冢宰，他将柳庆原来的属吏囚禁起来，想要寻找柳庆的罪过。一共审查了六十多天，有些官吏已经死于监狱，始终没有说出什么，仓库中只有剩余的几匹锦缎，当时舆论都因此对杨宽很是讥讽。保定元年（561年），杨宽出任总管梁兴巴万集洋石利沙方渠邻容迁通开清迭信等十九州诸军事、梁州刺史，同年七月十日（561年8月6日），杨宽在梁州去世，虚岁六十四，周武帝诏令赠予本官，加赠华陕虞上洛五州刺史，谥号元公，岁次辛己十一月癸卯朔七日己酉（561年11月29日）葬于华阴县潼乡习仙里，儿子杨纪继承爵位。

## 怀砖
李延寔在永安年间出任青州刺史，临行前去向魏孝庄帝辞行。魏孝庄帝对李延寔说：“怀砖的风俗，世上号称难以治理。舅舅应该好好用心，来满足朝廷的委托。”李延寔回答说：“臣的年纪迫近垂老，生命同于早晨的露水，人世离我越来越远，日益接近坟墓。臣已经久请休闲告退。陛下顾念舅氏，宠爱老臣，使夜里走路的罪人，在万里远处裁制美锦。我谨慎的接受明白的训斥，不敢怠慢。”当时黄门侍郎杨宽在魏孝庄帝身旁，不懂怀砖的意思，就私下询问问舍人温子升，温子升说：“我听说陛下的哥哥彭城王元劭做青州刺史，询问跟从他到青州的宾客，宾客说：‘齐地的人民，风俗浅薄，高谈空话，专心在荣华好处。太守要进入境内，齐人都怀砖对着太守磕头，用来赞美太守。等到替代太守的人来了，太守要回家，齐人就用砖头攻击他。这是说向着他和背弃他快的像翻手掌。’因此京城里的谚语说：‘监狱里没有囚犯，家里没有青州人。即便家道衰落，也不用发愁。’怀砖的意思就是这样来的。”

## 其他
杨宽的侄孙杨素年少时性情豪迈行为散漫，有大志，不拘小节，当时的人大多不了解他，只有杨宽对他感到非常奇异，杨宽经常对子孙们说：“处道必将超群绝伦，成为非凡的人才，不是你们所能比得上的。”

## 家庭

### 八世祖
- 杨瑶，西晋仪同三司、尚书令、阳城侯[2]

### 曾祖
- 杨晖，北魏洛州刺史[2]

### 祖父
- 杨宥，北魏河间郡武邑郡二郡太守[2]

### 父亲
- 杨钧，北魏赠司空、雍州刺史、临贞恭伯[2]

### 兄弟姐妹
- 杨暄，北魏辅国将军、谏议大夫、临贞忠公
- 杨穆，西魏持节、安西将军、都督并州诸军事、并州刺史、澄城靖侯
- 杨俭，西魏都督东雍华二州诸军事、骠骑大将军、开府仪同三司、华州刺史、夏阳安侯
- 杨稚，北魏员外散骑侍郎

### 妻妾
- 河南山氏，北魏恒州刺史山某之女，生杨恒、杨文思、杨文愿，大统十三年（547年）拜内侍中，又封扶风郡君，天和二年七月十七日（567年8月7日）在京城去世，虚岁六十二，大象元年岁次己亥戊子朔廿二日葬于华州华阴县习仙里[34]
- 韦始华，使持节、冀州刺史韦洪籍长女，赐姓贺兰氏[2]，大统十四年（548年）封魏兴郡君，保定二年（562年）进华山郡夫人，开皇七年八月二十五日（587年10月2日）去世，虚岁六十九，十月八日（587年11月13日）合葬于杨宽之墓[35]

### 子女
- 杨恒，西魏东宫直寝、华州刺史、敷西男，早亡[34]
- 杨文思，隋朝上大将军、左光禄大夫、民部尚书、正平定公
- 杨文宪，隋朝上开府仪同三司、使持节、总管荆复硖鄀鄂岳沣朗辰九州诸军事、荆州刺史、上明恭公
- 杨文志，北周大都督，过继杨宽第五弟杨稚[36]
- 杨文懿，隋朝通议大夫、安陆郡太守、晋熙县公
- 杨文愻，隋朝内史通事舍人、大都督、普安县开国男[37]
- 杨文愿，隋朝右卫翊卫、骠骑大将军、仪同三司、宜阳县开国公，开皇廿年二月二日（600年3月21日）在仁寿宫住宅中去世，同年二月廿五日（600年4月13日）权葬于雍州大兴县弘固乡，地主韦洪之处[38]
- 杨氏，嫁北周大都督、安□□□□侯达奚昊[37]

## 延伸阅读
[在维基数据编辑]
 《周書·卷22》，出自令狐德棻《周書》